# Mount Fernie Park
Mount Fernie Park är en park i Kanada.   Den ligger i provinsen British Columbia, i den södra delen av landet, 3 000 km väster om huvudstaden Ottawa. Mount Fernie Park ligger 1 111 meter över havet.
Terrängen runt Mount Fernie Park är bergig åt sydost, men åt nordväst är den kuperad. Mount Fernie Park ligger nere i en dal. Trakten runt Mount Fernie Park är nära nog obefolkad, med mindre än två invånare per kvadratkilometer.. Närmaste större samhälle är Fernie, 3,0 km nordost om Mount Fernie Park.
I omgivningarna runt Mount Fernie Park växer i huvudsak barrskog.